# Burmesiidae
Burmesiidae zijn een uitgestorven familie van tweekleppigen uit de superorde Anomalodesmata.